# Trdelník

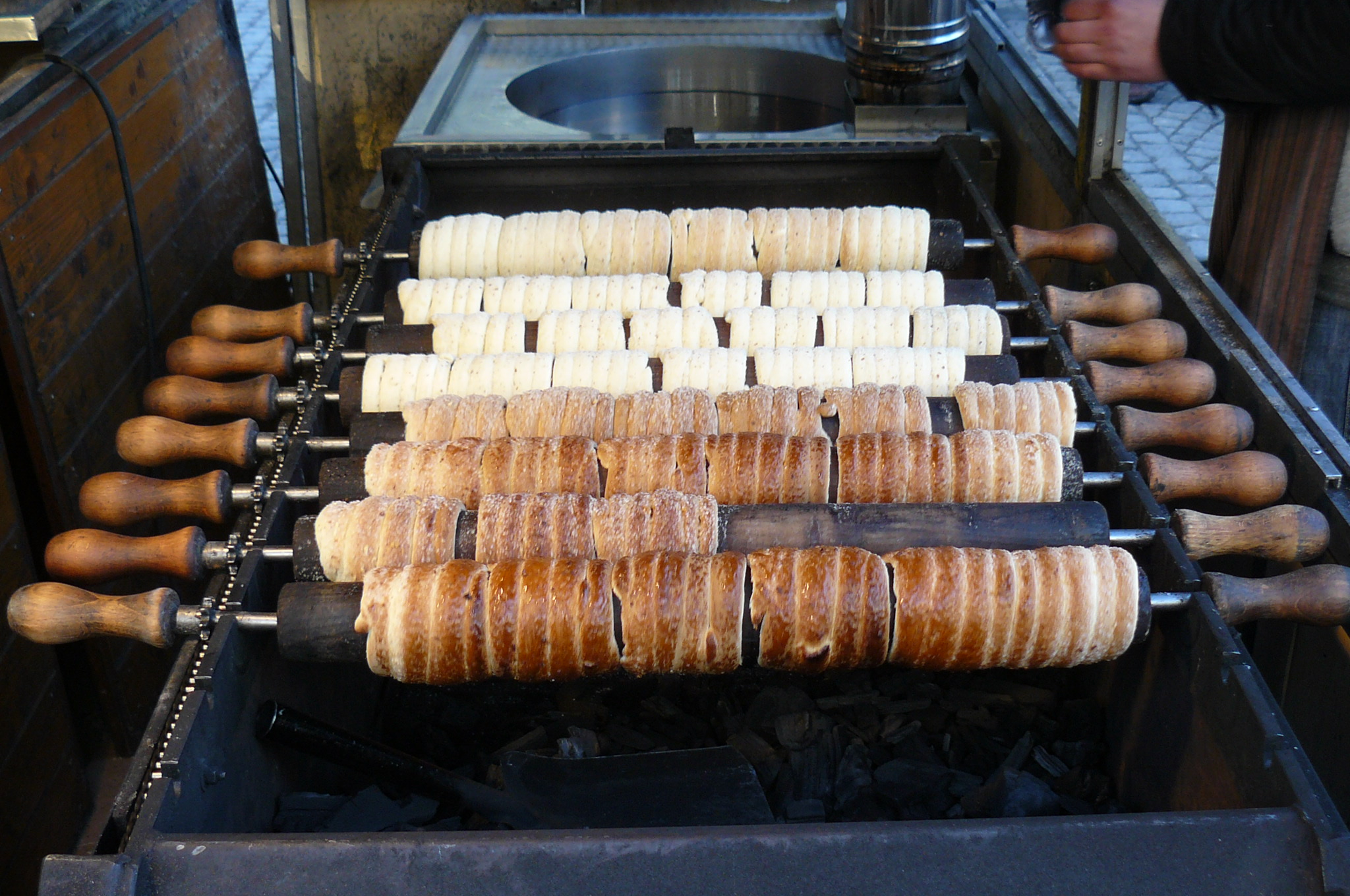
Trdelník na jarmarku w Pradze

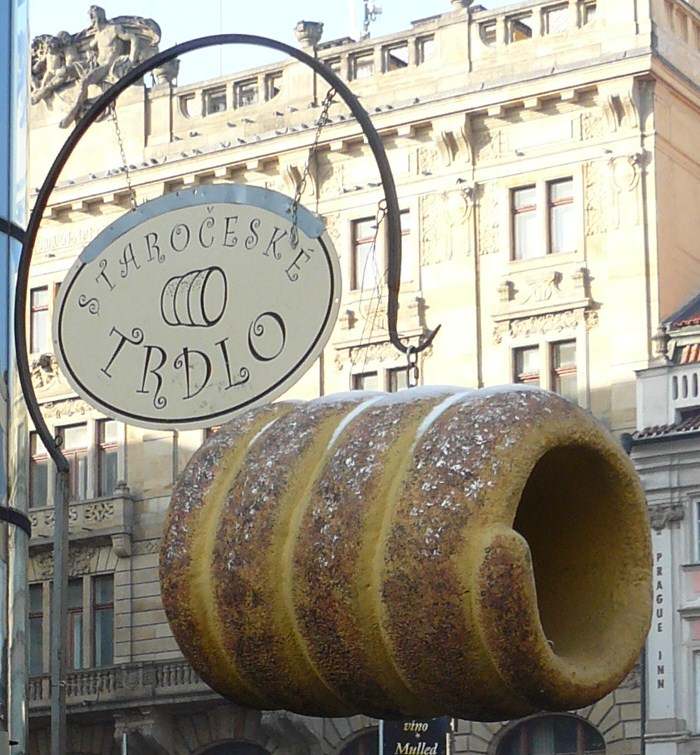
Czeska odmiana ciasta

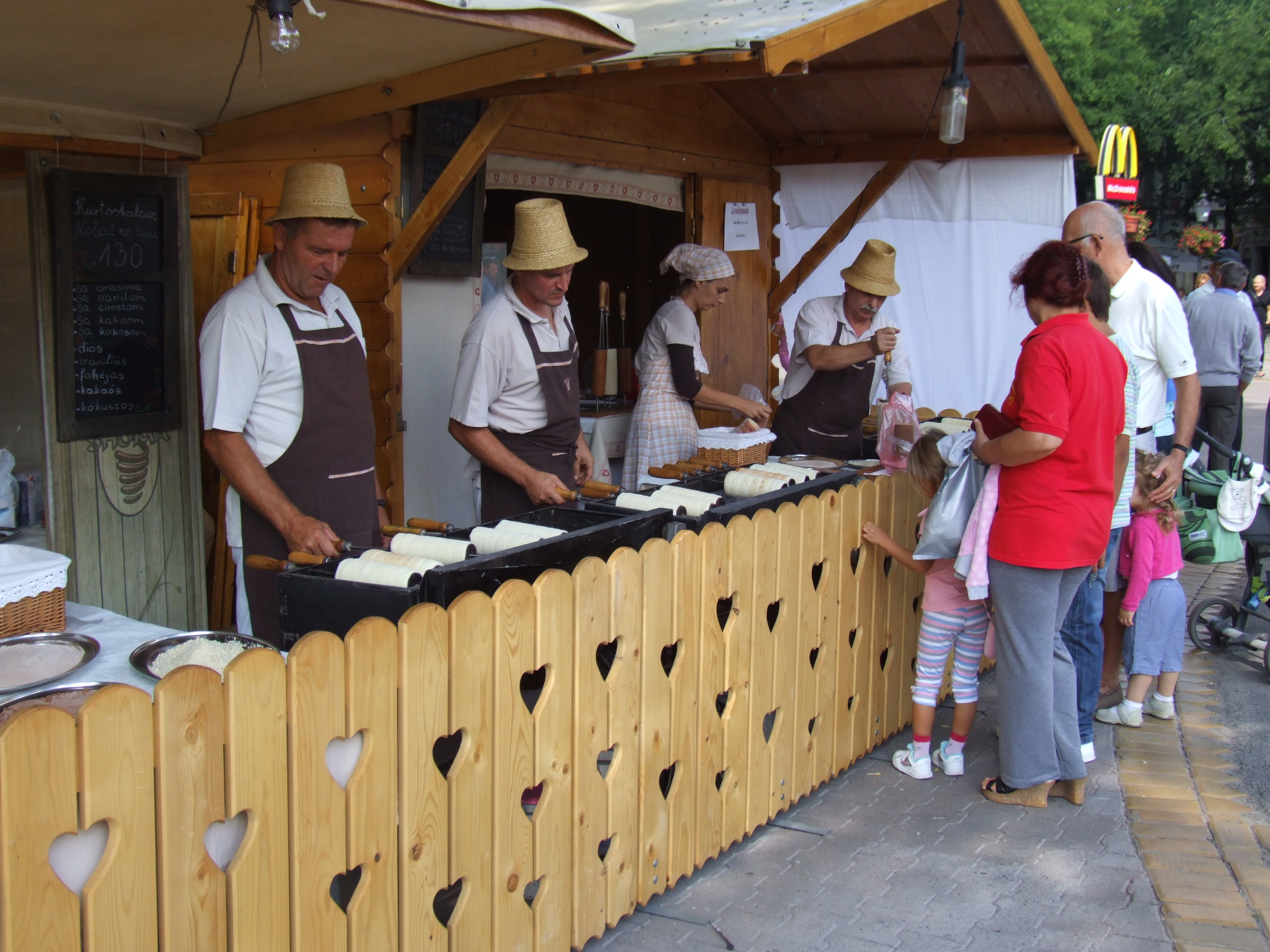
Kürtőskalács w Suboticy (Szabadce), w Wojwodinie

Trdelník – tradycyjne słodkie ciasto pochodzące ze Słowacji, z miasta Skalica. Jest wykonane z walcowanego ciasta drożdżowego, owijanego wokół kija, a następnie grillowanego i posypanego cukrem wymieszanym z orzechami oraz z cynamonem.

## Historia
Produkcja trdelníka ma długą tradycję w rejonie Skalicy. Hrabia József Gvadányi, węgierski generał na emeryturze, który był także poetą i filozofem, osiadł w Skalicy pod koniec XVIII wieku. Przywiózł ze sobą przepis na trdelník z Siedmiogrodu i znacząco go zmodyfikował, do formy znanej dziś jako Skalický trdelník. Węgierska nazwa ciasta to kurtoszkołacz.

## StowarzyszenieSkalický trdelník
Obywatelskie stowarzyszenie Skalický trdelník zostało założone pod koniec 2004, a jego celem jest podtrzymanie tradycji pierwotnej produkcji ciasta na otwartym ogniu.

## Współczesność
Obecnie trdelník zyskuje dużą popularność jako słodkie ciasto na całej Słowacji, a także w Czechach. Jest popularnym produktem gastronomicznym na jarmarkach i festynach. Sprzedawany jest również na Węgrzech oraz w innych rejonach, gdzie mieszkają etniczni Węgrzy (np. w Wojwodinie).